# ベン・ランドリー
ベン・ランドリー（Ben Landry、1991年3月26日 - ）は、メジャーリーグラグビー、シアトル・シーウルブズに所属するラグビー選手。

## プロフィール
- アメリカ・ウィスコンシン州ピウォーキー出身[1]。
- ポジションはロック(LO)。
- 身長 196cm、体重 120kg
- アメリカ代表キャップは25（2021年2月現在）でラグビーワールドカップ2019のアメリカ代表に選ばれた[2]。
- バーバリアンズに選ばれたことがある。

## 略歴
デンバー・スタンピード、グレンデール・ラプターズ、イーリング・トレイルファインダーズを経て、2020年、ニューイングランド・フリージャックスに加入。 
2021年、シアトル・シーウルブズに加入。